# Alan Noble
Alan Henry Noble (Loughborough, Leicestershire, 1885. február 9. – Chatswood, Új-Dél-Wales, 1952. november 30.) olimpiai bajnok brit gyeplabdázó.
A londoni 1908. évi nyári olimpiai játékokon indult, mint gyeplabdázó. Ezen az olimpián négy brit csapat is indult, de mindegyik külön nemzetnek számított. Ő az angol válogatott tagja volt. Az ír válogatottat győzték le a döntőben.